# Umara ibn Wathima
Umara ibn Wathima ibn Mussa ibn al-Furat al-Farissí (Fustat, Egipte, ? - 4 de juny de 902) fou un historiador musulmà d'ètnia persa. Va escriure una història sobre el profetes bíblics, Les llegendes profètiques de l'islam (Kitab bad al-khalq wa-qissàs al-anbiyà). Fou de l'escola de grans mestres d'Egipte i quasi sempre se l'esmenta juntament amb el seu pare Wathima ibn Mussa.